# 北蒲原郡
北蒲原郡（日语：／ Kitakanbara gun */?）為日本新潟縣內的一個郡。1878年（明治11年）誕生。在經過了幾次的市町村合并后，該郡的規模已經大幅萎縮。
截止2005年4月1日，該郡有人口13,528人、面積37.99平方公里。
管轄有以下一町。
- 聖籠町（せいろうまち）

## 外部連結
- 新発田市・紫雲寺町・加治川村合併協議会
- 中条町・黒川村合併協議会